# Giéville
Giéville ist eine französische Ortschaft im Département Manche in der Normandie. Die vormals eigenständige Gemeinde gehörte zum Kanton Condé-sur-Vire im Arrondissement Saint-Lô und war Mitglied des Gemeindeverbandes Saint-Lô Agglo. Sie ging mit Wirkung vom 1. Januar 2016 in der Commune nouvelle Torigny-les-Villes auf. Nachbargemeinden waren Brectouville im Westen und im Nordwesten, Torigni-sur-Vire im Norden, Saint-Amand im Nordosten und im Osten, Guilberville im Osten und im Südosten, Saint-Louet-sur-Vire im Süden und Domjean im Südwesten und im Westen. Giéville ist eine Commune déléguée mit 689 Einwohnern (Stand 1. Januar 2022).

## Bevölkerungsentwicklung

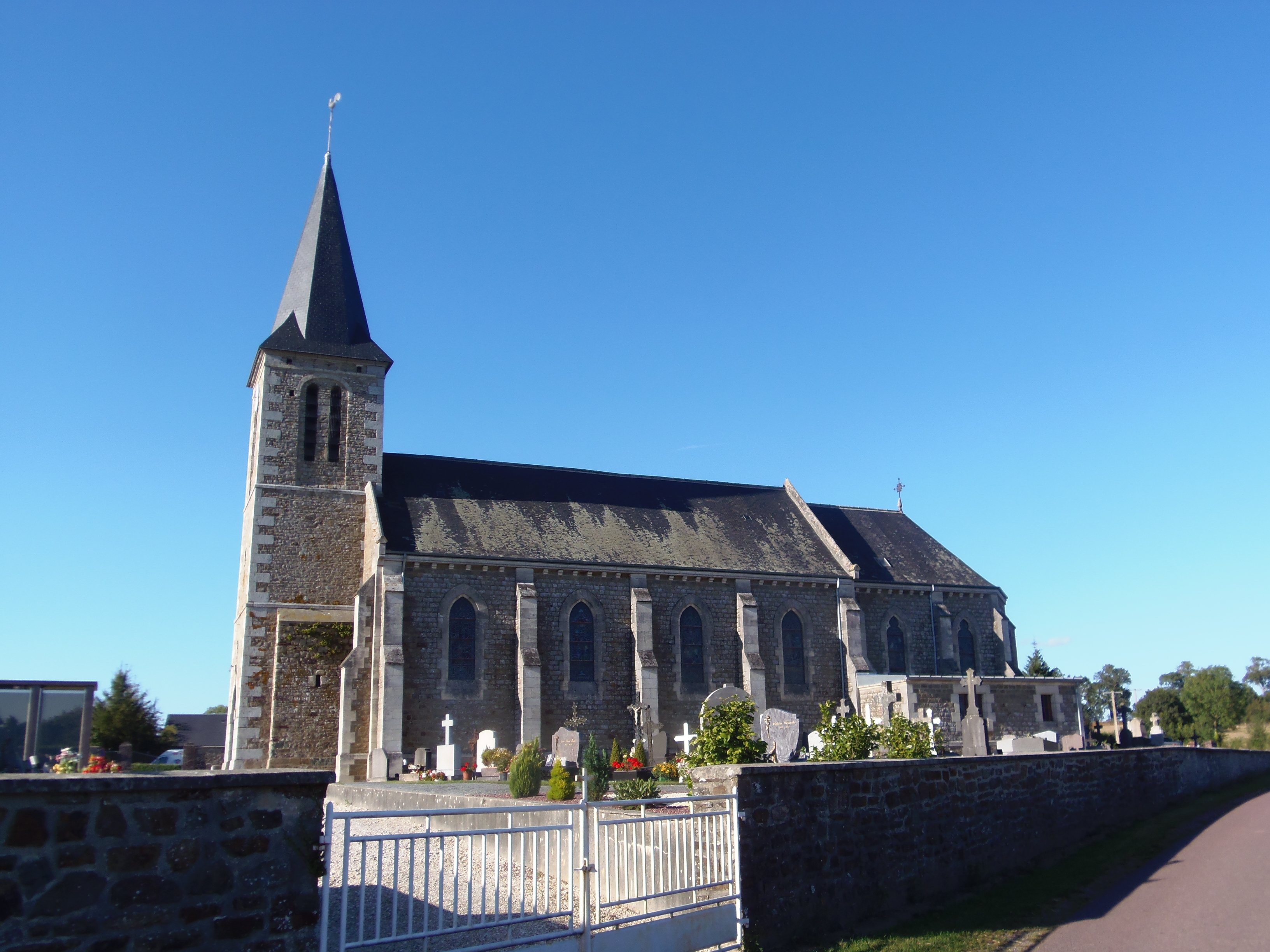
Kirche Saint-Martin

| Jahr      | 1962 | 1968 | 1975 | 1982 | 1990 | 1999 | 2008 | 2013 |
| --------- | ---- | ---- | ---- | ---- | ---- | ---- | ---- | ---- |
| Einwohner | 509  | 508  | 457  | 556  | 618  | 587  | 653  | 704  |